# 杨应昌
杨应昌（1934年5月17日—），男，北京人，中国物理学家，北京大学教授，中国科学院院士。

## 生平
1958年毕业于北京大学物理系。1997年当选为中国科学院院士。